# Reforma en Dinamarca-Noruega y Holstein

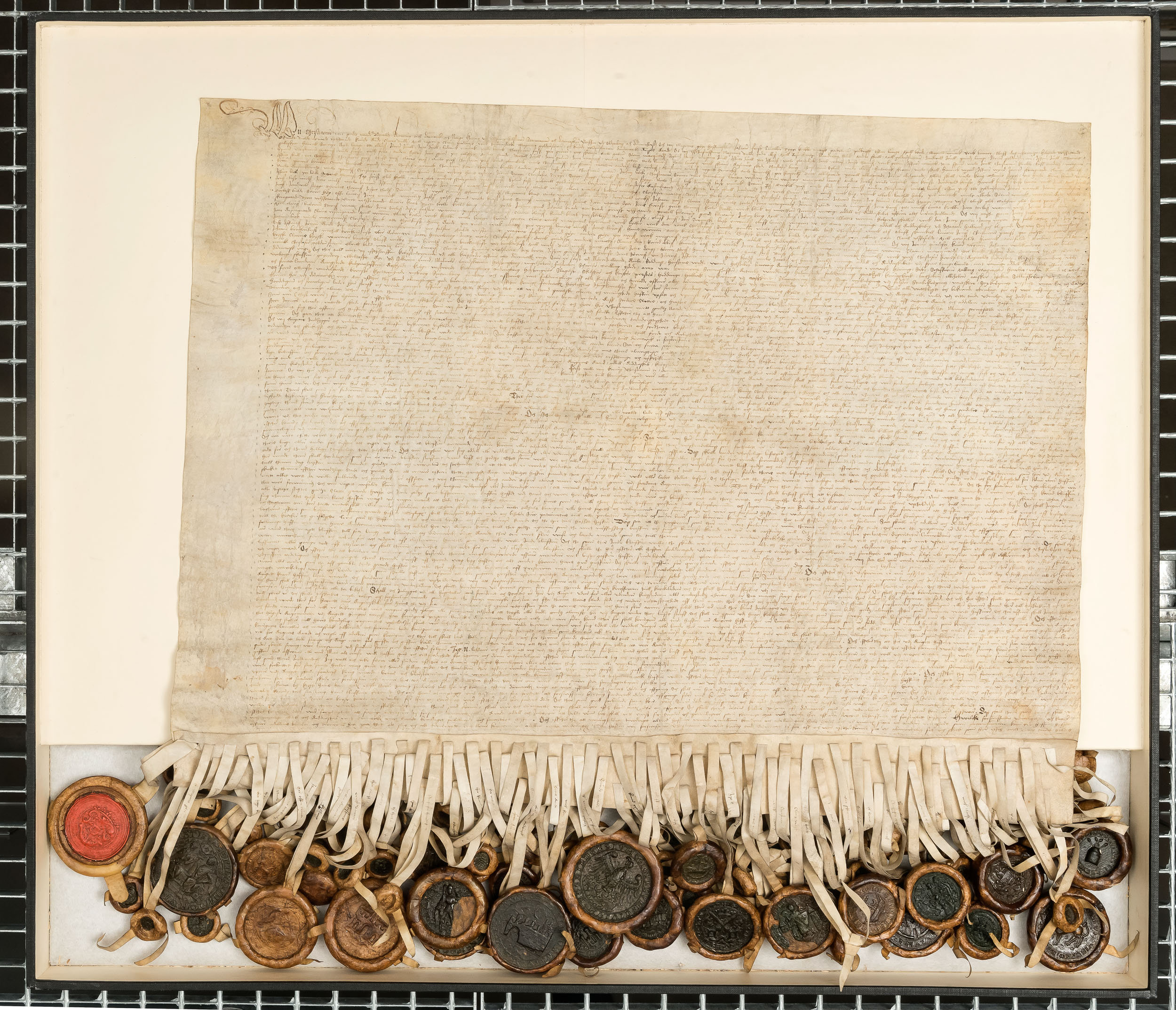
30 de octubre de 1536: implantación oficial de la reforma en Dinamarca.

Durante la Reforma, los territorios gobernados por la Casa danesa de Oldenburg pasaron del catolicismo al luteranismo. Tras la ruptura de la Unión de Kalmar en 1521/1523, estos reinos incluían los reinos de Dinamarca (con las antiguas provincias del este danés en Skåneland ) y Noruega (con Islandia, Groenlandia y las Islas Feroe ) así como los ducados de Schleswig ( feudo danés) y Holstein (feudo alemán). Por lo tanto, Dinamarca también se extendía sobre las actuales Gotland (hoy parte de Suecia) y Øsel en Estonia.
La Reforma llegó a Holstein y Dinamarca en la década de 1520. Figuras luteranas como Hans Tausen, conocido como el "Lutero de Dinamarca", obtuvieron un considerable apoyo entre la población y del rey Christian II, y aunque su sucesor Federico I condenó oficialmente las ideas reformadoras, las toleró. Su hijo Christian III hizo oficial el luteranismo en sus posesiones en 1528 y, al convertirse en rey en 1536 tras la Guerra de los Condes, el luteranismo se hizo oficial en toda Dinamarca y Noruega. Los obispos católicos fueron destituidos y arrestados, y la Iglesia se reorganizó según las órdenes eclesiásticas luteranas redactadas por Johannes Bugenhagen, amigo de Lutero, en 1537 (Dinamarca-Noruega) y 1542 (Holstein).
El orden luterano establecido durante la Reforma protestante es la raíz común de la Iglesia de Dinamarca, la Iglesia de Noruega, la Iglesia de Islandia y la Iglesia de las Islas Feroe. Casi un siglo después llegaría la infructuosaparticipación de Dinamarca en la guerra de los Treinta Años bajo Christian IV, que lideró la defensa de una coalición protestante contra la Contrarreforma de la Liga Católica.

## Antecedentes, Gustaf Trolle, interdicto y necesidad de una iglesia que funcione
El arzobispo católico de Uppsala (Suecia), Gustaf Trolle, estaba en conflicto con el regente sueco Sten Sture el Joven y el parlamento sueco, el Riksdag, debido a la demolición por parte del parlamento del castillo de Almare-Stäket del arzobispo en 1518, con el apoyo del Papa León X. Trolle era partidario de la Unión de Kalmar y se alió con Christian II, que llevó a cabo una conquista unionista de Suecia en otoño de 1520. Trolle fue restituido como arzobispo y se llevó a cabo el Baño de Sangre de Estocolmo.
Los juicios celebrados en Estocolmo entre el 7 y el 9 de noviembre de 1520 desembocaron en una serie de ejecuciones inmediatas de 84 personas, entre ellas catorce nobles, tres burgomaestres, catorce concejales y una veintena de ciudadanos comunes de Estocolmo ahorcados o decapitados, muchos de ellos diputados. El Papa concedió por escrito a Trolle el derecho a excomulgar al parlamento por derecho canónico de la Iglesia Católica y ejecutarlos como herejes y se anunció contra ellos un entredicho (huelga de la iglesia).
Trolle se vio obligado a huir a Dinamarca en 1521, durante la guerra de Liberación sueca, en la que Gustav Vasa llegó al poder en Suecia con el apoyo del parlamento excomulgado. A pesar de la posición de Trolle y del apoyo del  Papa, Gustav Vasa se negó a reconocerle como arzobispo y lo acusó de traición. La presión de Roma fue un factor que contribuyó a que Gustav Vasa nunca restableciera la relación con el Vaticano e introdujera el protestantismo iniciando la Reforma en Suecia. 
Durante su estancia en Dinamarca, Trolle acabó apoyando al bando perdedor del conflicto político, al posicionarse junto a Cristián II, que había sido depuesto y sustituido como rey por Federico I de Dinamarca y su sucesor, Cristián III. Como enemigos de Cristián II, Federico I y, más tarde, Cristián III también tuvieron una tensa relación con el papado, que apoyaba al católico monarca. En la guerra de los Condes (1534-1536), el papado y Trolle apoyaron de nuevo al bando perdedor, esta vez a la facción pro-Cristian II. Al final de la guerra, en 1536, cuando Cristián III entró en Copenhague, el arzobispo Torben Bille y otros dos obispos que se encontraban en la ciudad en ese momento fueron arrestados. El resto de los obispos del reino fueron arrestados en sus respectivas diócesis.
Los nobles tomaron el poder y el rey convocó una jornada señorial en Copenhague el 20 de octubre de 1536. En ella se decidió deponer a los obispos y confiscar sus propiedades a manos de la corona. Se permitió a los capítulos catedralicios y monasterios continuar con sus actividades hasta que fueran reformados. A los monjes de los monasterios se les permitió abandonarlos, pero si decidían quedarse, tendrían que predicar textos luteranos. Cristián III exigió a los conciliares que garantizaran que ningún futuro obispo pudiera ejercer el poder secular en Dinamarca.
Cristian III se esforzó por organizar una iglesia nacional principesca, independiente del papado de Roma y de la Iglesia católica. En 1537, por orden del rey, se redactó un nuevo orden eclesiástico que pudo aplicarse en su forma definitiva en 1539. Los obispos fueron sustituidos como jefes diocesanos por superintendentes, título que duró poco y que pronto volvió a llamarse obispo. Estos serían nombrados por el rey y no podrían obtener ingresos importantes. Los párrocos recibieron instrucciones de predicar el Evangelio y educar a la congregación en la doctrina evangélica. Se introdujo el catecismo luterano para los niños. De este modo, la Reforma se había implantado plenamente en Dinamarca.

## Difusión de ideas reformistas

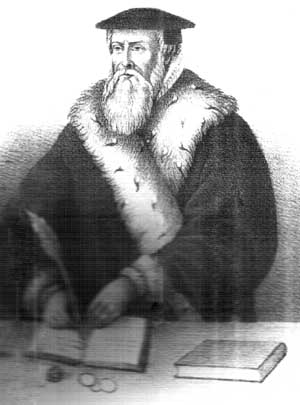
Hans Tausen fue uno de los primeros predicadores luteranos y, posteriormente, obispo de Dinamarca.

Ya en 1525, Hans Tausen, caballero hospitalario del monasterio de Antvorskov, había empezado a predicar doctrinas luteranas en Viborg. En los años siguientes, el movimiento luterano se extendió por todo el país, y aunque el rey Federico I se había comprometido a luchar contra el luteranismo en su håndfæstning (carta), en 1526 promulgó un edicto dirigido a los ciudadanos de Viborg en el que les obligaba a proteger a Hans Tausen.
El movimiento evangélico tuvo sus orígenes en Alemania, donde Martín Lutero publicó sus Noventa y cinco tesis en 1517. El movimiento adquirió rápidamente gran influencia en Dinamarca, aunque humanistas como Poul Helgesen intentaron durante mucho tiempo mantener un movimiento reformista dentro de la Iglesia católica en lugar de abolirla por completo, como harían los luteranos.
A principios de la década de 1530, la pasividad del rey alentó al pueblo a atacar monasterios e iglesias. El antiguo rey Cristián II, que vivía en el exilio desde 1526, aprovechó los disturbios para publicar escritos propagandísticos en los que se posicionaba a favor suyo y de la nueva doctrina luterana. Cuando Federico I murió en 1533, el Consejo del Reino no pudo ponerse de acuerdo sobre quién debía ser el nuevo rey. Una mayoría católica prefería al hijo de Federico, Hans el Viejo de Schleswig-Holstein-Haderslev, de 12 años, mientras que una minoría apoyaba a su hermanastro Christian, duque de Slesvig y Holsten, que había introducido el luteranismo allí durante la década de 1520.
La elección de un nuevo rey se pospuso un año debido a desacuerdos. Mientras tanto, el Consejo del Reino gobernaba el país y permitía a los obispos decidir lo que se podía predicar en sus respectivas diócesis. Hans Tausen fue acusado de herejía y desterrado de Selandia, pero el obispo de Roskilde lo llamó de vuelta al cabo de solo un mes. El hecho de que la nobleza se hiciera con el control del país a través del Consejo provocó el descontento de los ciudadanos de Malmö y Copenhague, junto con los campesinos, especialmente los de Jutlandia del Norte, que se unieron en torno al exiliado Cristián II.

## Elección de Cristián III y enemistad de los condes

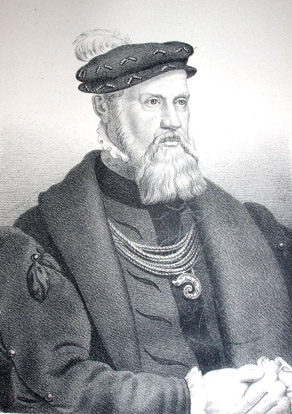
La elección de Christian III fue decisiva para la Reforma en Dinamarca.

En enero de 1534, el gobierno de la ciudad de Malmø, dirigido por el alcalde Jørgen Kock, se negó a cumplir la orden del obispo de Lund de expulsar a los predicadores luteranos. Malmö ya era desde hacía tiempo un centro de actividades evangélicas y respondió a la orden ocupando el castillo y arrestando al señor. En mayo, a esta rebelión le siguió el ataque del conde alemán Cristóbal de Oldenburg a Malmö. Había sido contratado por Kock de Malmø y Wullenwever de Lübeck para conquistar Dinamarca, aunque oficialmente su objetivo era restaurar a Cristian II en el trono. La participación de Cristóbal en los dos años siguientes de guerra civil es conocida como el "Feudo del Conde" . El objetivo principal del conde no era Holsten sino Selandia, adonde navegó y rápidamente se hizo con el control de todo el territorio danés al este del Gran Belt.
El 4 de julio de 1534, los representantes de la nobleza y los consejeros de Jutlandia se reunieron en Rye, al este de esta península. Allí, la nobleza menor obligó a los obispos a nombrar rey al luterano Christian, duque de Slesvig y Holsten. Cuando la nobleza de Fionia se unió a ellos, Christian aceptó y el 18 de agosto de ese año fue aclamado como rey Christian III en Horsens.
Tras la rebelión de Fionia y Jutlandia, y la implicación de Suecia y Prusia en la guerra de Escania, Lübeck se retiró de la lucha en enero de 1536. El 6 de abril, Malmö se rindió, aunque sin perder sus privilegios ni su doctrina evangélica. Tras varios meses de hambre, Copenhague se rindió. El alcalde, Ambrosius Bogbinder, se suicidó. Al igual que Malmó, Copenhague no perdió sus privilegios y se concedió una amnistía a los rebeldes.

## La Reforma en Dinamarca

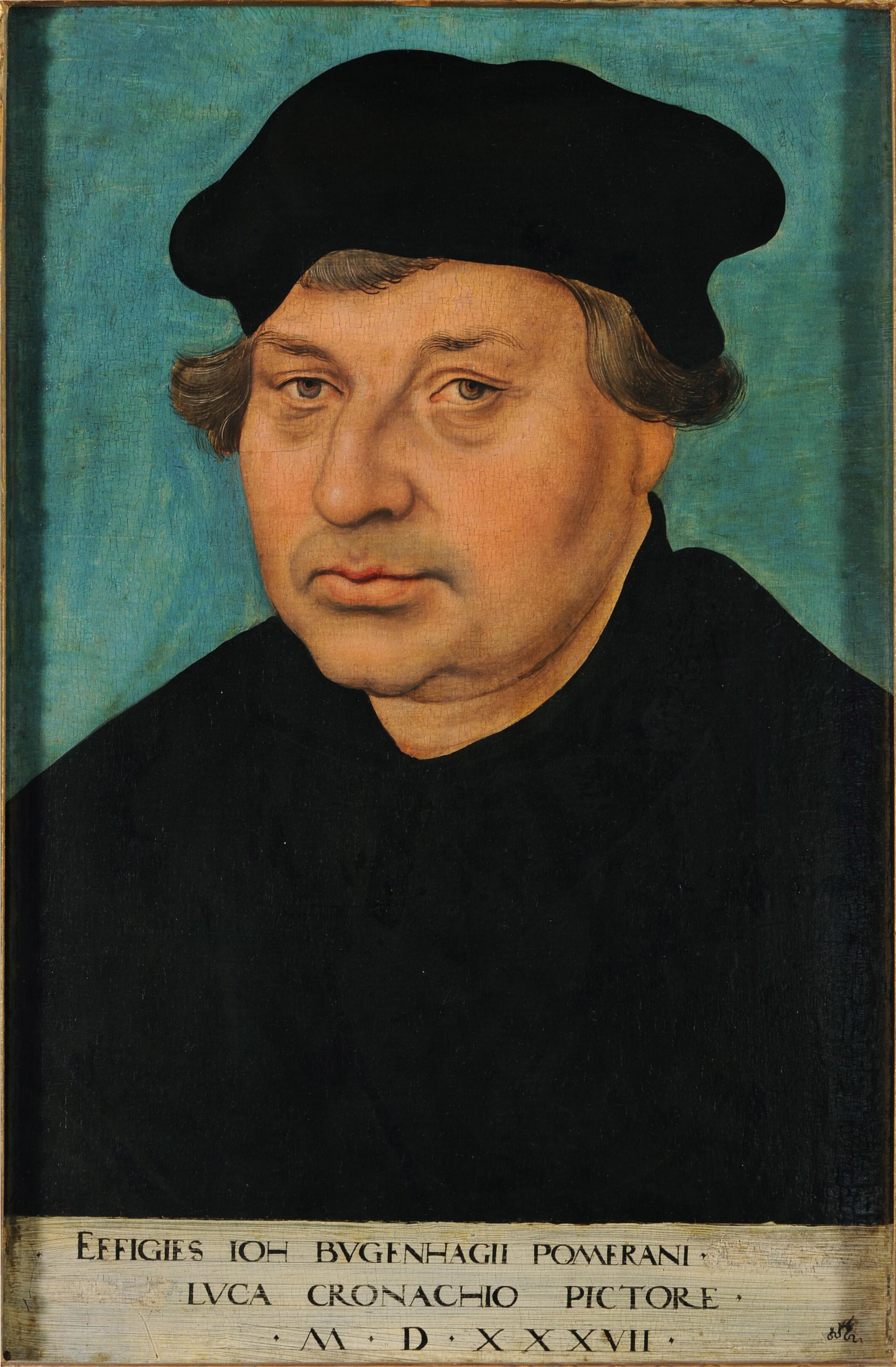
Johannes Bugenhagen consagró a los primeros obispos luteranos (' superintendentes ') en Dinamarca.

Cristián III entró en Copenhague el 6 de agosto de 1536. Seis días después dio un golpe de Estado. Los tres obispos que residían en la ciudad fueron arrestados y el resto fueron localizados y detenidos. La razón oficial fueron sus dudas a la hora de elegir rey a Christian y otros supuestos actos delictivos. La verdadera razón era que Christian quería matar dos pájaros de un tiro: llevar a cabo una reforma luterana y confiscar las propiedades de los obispos, cuyos beneficios eran necesarios para cubrir los gastos de la guerra civil que acababa de terminar.
Antes de que Christian III llegase al poder en toda Dinamarca y Noruega tras la Guerra de los Condes, ya había implantado la Reforma en sus reinos de Haderslev (Hadersleben) y Tørning (Tørninglen, Törninglehn), dos dominios en el sur de Jutlandia que había recibido en 1524.  Cristián III, convencido luterano desde su encuentro con Lutero en la Dieta de Worms en 1521,introdujo un orden eclesiástico luterano en sus dominios en 1528, basado en los veintidós artículos de Haderslev. 
En 1536 quiso implantar una orden similar para todo el reino.Los artículos de Haderslev ya habían introducido el cargo de superintendente, y el arresto de los obispos —que no habían apoyado su elección y tampoco estaban dispuestos a sufragar ninguno de sus gastos de guerra— dio paso a la asignación de superintendentes luteranos en toda Dinamarca y Noruega.
Tras el golpe, Christian III se puso en contacto con Martín Lutero y Johannes Bugenhagen, a quienes había conocido por primera vez en 1529. Ambos felicitaron al rey.  Su posterior petición al elector de Sajonia para que enviara a Melanchthon o Bugenhagen a Dinamarca fue denegada, pero el elector se mostró dispuesto a hacerlo una vez que los teólogos daneses le proporcionaran un borrador de un orden eclesiástico luterano.  Cristián III pudo contar así con un grupo de luteranos daneses que habían estudiado en la Universidad de Wittenberg. Entre ellos estaban Peder Palladius, Jørgen Sadolin, Hans Tausen y Frans Vormordsen.
El borrador se inició en un sínodo celebrado en Odense y el trabajo continuó después en Haderslev. El primer borrador se basó principalmente en los artículos de Haderslev, así como en la obra de Bugenhagen, Unterweisung der Visitatoren («Lecciones de los visitadores»), en Van menigherleie christliken saken («De varios asuntos cristianos») y en los escritos litúrgicos de Lutero y de autores daneses. En abril de 1537, el borrador fue enviado a Wittenberg para su aprobación y, tras ello, el elector permitió a Bugenhagen partir hacia Dinamarca.
| Superintendencias danesas establecidas en 1537 | Superintendencias danesas establecidas en 1537 | Superintendencias danesas establecidas en 1537 |
| Área                                           | Ver                                            | Superintendente                                |
| ---------------------------------------------- | ---------------------------------------------- | ---------------------------------------------- |
| Selandia                                       | Roskilde                                       | Pedro Paladio                                  |
| Fionia- Lolland - Falster                      | Odense                                         | Georg Viburg                                   |
| Jutlandia (parte)                              | Vendelbo/ Ålborg                               | Peder Thom                                     |
| Jutlandia (parte)                              | Aarhus                                         | Matías Lang                                    |
| Jutlandia (parte)                              | Ribe                                           | Johann Vandal                                  |
| Jutlandia (parte)                              | Viborg                                         | Jacob Scanning                                 |
| Scania                                         | Lund                                           | Frans Vormordsen                               |

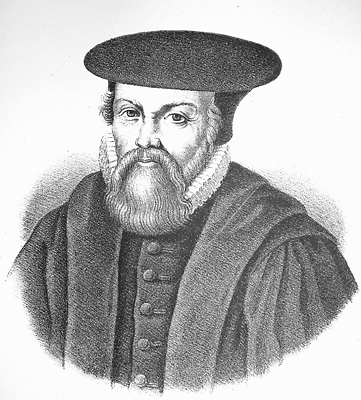
Peder Palladius

Después de que Bugenhagen revisara y modificara el borrador, se tradujo del latín al danés y se presentó al Rigsråd.  Tras una segunda revisión por parte de Bugenhagen, la orden eclesiástica se completó y fue firmada por Cristián III el 2 de septiembre de 1537 con el nombre Ordinatio ecclesiastica regnorum Daniae et Norwegiae et ducatuum Slesvicencis, Holtsatiae, etc.  («Orden eclesiástica de los reinos de Dinamarca y Noruega y de los ducados de Schleswig y Holstein, etc.»).En Dinamarca se establecieron siete superintendencias, que sustituyeron a los antiguos obispados.
Los superintendentes debían reunirse con el rey en sínodos, el alto clero con los superintendentes en landemoders y el bajo clero con el alto clero en kalenters. El rey no tenía más autoridad teológica que la de aprobar a los superintendentes. Los superintendentes no podían tener feudos ni cargos seculares, norma que no se cumplió estrictamente. Asimismo, Cristián III intervino a menudo en los asuntos de la Iglesia.
El orden eclesiástico se volvió contra la veneración de los santos, los días de ayuno, el celibato y todo lo que se consideraba necedad papista, y decretó que los oficios religiosos se realizaran en danés. La mayoría de monjes y monjas pudieron permanecer en sus monasterios y conventos, excepto los frailes grises.
Los sacerdotes podían conservar sus iglesias hasta su fallecimiento. Solo cuando moría el último monje o monja, el monasterio pasaba a ser propiedad de la Corona. Así, a pesar de los procedimientos más férreos seguidos, especialmente por el obispo Peder Palladius en Selandia, la Reforma progresó en Dinamarca como un asunto relativamente incruento.
En 1539, el Rigsrådet aprobó como ley una traducción danesa de la Ordinatio ecclesiastica latina.  Bugenhagen abandonó Dinamarca ese mismo año. El 9 de marzo de 1542, el Landtag de Rendsburg aprobó la Schleswig-Holsteinische Kirchenordnung («Orden eclesiástica de Schleswig-Holstein») tras una revisión de Bugenhagen.  La aplicación de la orden eclesiástica en Noruega resultó más difícil, y más aún en Islandia, donde se implantó en 1552 tras la ejecución del obispo Jón Arason en 1550, y fue impugnada por la población local hasta el siglo XVII.
Además de trabajar en el orden eclesiástico danés, Bugenhagen coronó a Cristián III y a su esposa Dorotea con un ritual luterano el 12 de agosto de 1537, en el trigésimo cuarto cumpleaños del rey y primer aniversario del arresto de los obispos católicos romanos. La coronación, así como la toma de posesión de los superintendentes, que también corrió a cargo de Bugenhagen, tuvo lugar en la iglesia de Nuestra Señora de Copenhague.  En 1537, la Universidad de Copenhague, cerrada desde la Guerra de los Condes, fue reformada por Bugenhagen según el modelo de Wittenberg y reabierta como universidad luterana.  En 1550, se imprimió por primera vez la Biblia de Cristián III. Se trata de una traducción de la Biblia de Lutero realizada por Christiern Pederson en nombre de Cristián III.En 1556, Peder Palladius publicó el «Libro del Altar», un compendio de la liturgia luterana que no llegó a ser vinculante en toda Dinamarca. 

## La Reforma en Noruega
La Reforma se llevó a cabo por la fuerza en Noruega en 1537. Cristián III declaró el luteranismo religión oficial de Noruega y envió al arzobispo católico Olav Engelbrektsson al exilio en Lier (actualmente en Bélgica), en los Países Bajos. Se persiguió a los sacerdotes y obispos católicos, se suprimieron las órdenes monásticas y la corona se apoderó de las propiedades eclesiásticas, mientras algunas iglesias eran saqueadas, abandonadas e incluso destruidas.
Los obispos, que inicialmente se llamaban superintendentes, eran nombrados por el rey. El primer superintendente fue Gjeble Pederssøn, que ocupó el cargo en Bjørgvin desde 1537 hasta 1557. En 1541, Stavanger y Oslo tuvieron sus primeros superintendentes: Jon Guttormssøn y Hans Rev. En 1546, Torbjørn Bratt fue el primer superintendente de Trondheim.
En 1537, Cristián III convirtió Noruega en un reino hereditario dentro de la unión real con Dinamarca, unión que duró hasta 1814, cuando Federico VI cedió Noruega a Carlos XIII de Suecia.

## La Reforma en Islandia
La Reforma islandesa tuvo lugar entre 1539 y 1550. Islandia era entonces un territorio gobernado por Dinamarca-Noruega y los islandeses fueron obligados a adoptar la reforma religiosa luterana por Cristián III. La reforma concluyó con la ejecución de Jón Arason, obispo católico de Hólar, y sus dos hijos en 1550, tras lo cual el país adoptó el luteranismo.